# Élections législatives de 1906 dans le Cher
Les élections législatives dans le Cher, ont lieu les dimanches 6 mai 1906 et 20 mai 1906.
Elles ont pour but d'élire les 5 députés représentant le département à la Chambre des députés pour un mandat de quatre années.

## Mode de scrutin
L'élection se fait au scrutin d'arrondissement, soit un mode uninominal majoritaire à deux tours.
La circonscription pour l'élection est l'arrondissement.
Le scrutin est individuel, chaque arrondissement élisant un député.
Les arrondissements qui ont plus de cent mille habitants sont divisés. Dans ce cas on élit un député par circonscription électorale.
L'article 18 précise qu'il faut réunir pour être élu au premier tour :
1. La majorité absolue des suffrages exprimés ;
2. Un nombre de suffrages égal au quart des électeurs inscrits.

Au deuxième tour la majorité relative suffit. En cas d'égalité c'est le plus âgé qui est élu.

## Résultats par arrondissement

### Arrondissement de Bourges

#### 1recirconscription
- Elle regroupe les cantons de l'est de l'arrondissement, soit les cantons de Bourges, Saint-Martin-d'Auxigny, Aix-d'Angillon, Baugy et Levet, au centre du département.

- Auguste d'Arenberg et Joseph Lebrun ne se représente pas au scrutin de ballottage.

| Candidats      | Candidats          | Étiquette      | Premier tour | Premier tour | Ballottage | Ballottage |
| Candidats      | Candidats          | Étiquette      | Voix         | %            | Voix       | %          |
| -------------- | ------------------ | -------------- | ------------ | ------------ | ---------- | ---------- |
|                | Louis Debaune *    | Rad-soc        | 9 203        | 47,19        | 11 953     | 77,44      |
|                | Auguste d'Arenberg | Libéral        | 7 868        | 40,34        | 2 504      | 16,22      |
|                | Joseph Lebrun      | SFIO           | 2 411        | 12,36        |            |            |
|                | Albert Marchal     | Libéral        | -            | -            | 976        | 6,32       |
|                |                    |                |              |              |            |            |
| Inscrits       | Inscrits           | Inscrits       | 23 093       | 100,00       | 23 093     | 100,00     |
| Votants        | Votants            | Votants        | 19 590       | 84,83        | 16 113     | 69,77      |
| Blancs et nuls | Blancs et nuls     | Blancs et nuls | 86           | 0,44         | 678        | 4,21       |
| Exprimés       | Exprimés           | Exprimés       | 19 504       | 99,56        | 15 435     | 95,79      |

*sortant

#### 2ecirconscription
- Elle regroupe les cantons de l'ouest de l'arrondissement, soit les cantons de Vierzon, Graçay, Lury-sur-Arnon, Mehun-sur-Yèvre et Chârost, à l'ouest du département.

|                | Jules-Louis Breton *      | SFIO           | 13 546 | 82,99  |  |  |
|                | Léopold-Wilfrid Géraudain | Libéral        | 2 768  | 16,96  |  |  |
|                |                           |                |        |        |  |  |
| Inscrits       | Inscrits                  | Inscrits       | 22 397 | 100,00 |  |  |
| Votants        | Votants                   | Votants        | 17 073 | 76,23  |  |  |
| Blancs et nuls | Blancs et nuls            | Blancs et nuls | 750    | 4,39   |  |  |
| Exprimés       | Exprimés                  | Exprimés       | 16 323 | 95,61  |  |  |

*sortant

### Arrondissement de Saint-Amand-Montrond

#### 1recirconscription
- Elle regroupe les cantons de l'ouest de l'arrondissement, soit les cantons de Saint-Amand-Montrond, Châteauneuf-sur-Cher, Lignières, Le Châtelet, Châteaumeillant et Saulzais-le-Potier, au sud-ouest du département.

|                | Christophe Pajot * | Rad-soc        | 10 801 | 66,46  |  |  |
|                | Henri Gohin        | Libéral        | 5 448  | 33,52  |  |  |
|                |                    |                |        |        |  |  |
| Inscrits       | Inscrits           | Inscrits       | 20 020 | 100,00 |  |  |
| Votants        | Votants            | Votants        | 16 494 | 82,39  |  |  |
| Blancs et nuls | Blancs et nuls     | Blancs et nuls | 245    | 1,49   |  |  |
| Exprimés       | Exprimés           | Exprimés       | 16 252 | 98,51  |  |  |

*sortant

#### 2ecirconscription
- Elle regroupe les cantons de l'est de l'arrondissement, soit les cantons de Dun-sur-Auron, Nérondes, La Guerche-sur-l'Aubois, Charenton-du-Cher et Sancoins, au sud-est du département.

- Hippolyte Mauger[3] et Joseph Gaulmier ne se représente pas au scrutin de ballottage.

| Candidats      | Candidats        | Étiquette      | Premier tour | Premier tour | Ballottage | Ballottage |
| Candidats      | Candidats        | Étiquette      | Voix         | %            | Voix       | %          |
| -------------- | ---------------- | -------------- | ------------ | ------------ | ---------- | ---------- |
|                | Casimir Lesage * | Rad-soc        | 4 953        | 36,42        | 7 883      | 66,38      |
|                | Hippolyte Mauger | SFIO           | 4 539        | 33,38        | 85         | 0,72       |
|                | Joseph Gaulmier  | Libéral        | 4 100        | 30,14        | 75         | 0,63       |
|                | Maurice Robin    | Soc ind        | -            | -            | 3 819      | 32,16      |
|                |                  |                |              |              |            |            |
| Inscrits       | Inscrits         | Inscrits       | 16 789       | 100,00       | 16 789     | 100,00     |
| Votants        | Votants          | Votants        | 13 655       | 81,33        | 12 070     | 71,89      |
| Blancs et nuls | Blancs et nuls   | Blancs et nuls | 56           | 0,41         | 195        | 1,62       |
| Exprimés       | Exprimés         | Exprimés       | 13 599       | 99,59        | 11 875     | 98,38      |

*sortant

### Arrondissement de Sancerre
- Elle regroupe tous les cantons de l'arrondissement, au nord du département.

- Le député sortant, Henry Maret (Rad ind), se représente dans les Basses-Alpes.
- Jean-Baptiste Morin et Abel Rix ne se représentent pas pour le scrutin de ballottage.

| Candidats      | Candidats           | Étiquette      | Premier tour | Premier tour | Ballottage | Ballottage |
| Candidats      | Candidats           | Étiquette      | Voix         | %            | Voix       | %          |
| -------------- | ------------------- | -------------- | ------------ | ------------ | ---------- | ---------- |
|                | Gustave Ravier      | Rad ind        | 9 963        | 45,00        | 13 033     | 61,90      |
|                | Jean-Baptiste Morin | Rad-soc        | 7 231        | 32,66        | 73         | 0,35       |
|                | Louis Cantin        | Libéral        | 4 558        | 20,59        | 4 639      | 22,00      |
|                | Abel Rix            | Conservateur   | 389          | 1,76         | 10         | 0,05       |
|                | Alexandre Jeanrot   | Rad-soc        | -            | -            | 3 301      | 15,68      |
|                |                     |                |              |              |            |            |
| Inscrits       | Inscrits            | Inscrits       | 26 484       | 100,00       | 26 484     | 100,00     |
| Votants        | Votants             | Votants        | 22 324       | 84,29        | 21 115     | 79,73      |
| Blancs et nuls | Blancs et nuls      | Blancs et nuls | 183          | 0,82         | 66         | 0,31       |
| Exprimés       | Exprimés            | Exprimés       | 22 141       | 99,18        | 21 055     | 99,69      |

*sortant